# Kirstie Marshall
Pour les articles homonymes, voir Marshall.
Kirstie Claire Marshall, née le 21 avril 1969 à Melbourne, est une skieuse acrobatique et une femme politique australienne.

## Carrière sportive
Kirstie Marshall participe à trois éditions des Jeux olympiques. Elle concourt à l'épreuve de démonstration de saut des Jeux olympiques de 1992, terminant à la 7e place, se classe 6e de l'épreuve de saut des Jeux olympiques de 1994 où elle est le porte-drapeau de la délégation australienne, et termine 14e de la même épreuve aux Jeux olympiques de 1998.
Elle est médaillée de bronze en saut aux Championnats du monde de ski acrobatique 1995 à La Clusaz et médaillée d'or  aux Championnats du monde de ski acrobatique 1997 à Iizuna Kogen,.

## Carrière politique
Membre du Parti travailliste, elle siège à l'Assemblée législative du Victoria du 30 novembre 2002 au 27 novembre 2010.

## Palmarès

### Championnats du monde
| Édition/Discipline | Saut acrobatique |
| Mondiaux 1995      | Bronze           |
| Mondiaux 1997      | Or               |

### Coupe du monde
- 1 petit globe de cristal :
  - Vainqueur du classement sauts en 1992.
- 43 podiums dont 17 victoires en saut acrobatique.